# Rogán Miklós
Rogán Miklós (Budapest, 1928. március 13. – Budapest, 1992. november 12.) magyar grafikusművész, könyvillusztrátor, festőművész.

## Életpályája
Hegyeshalmon töltött hányattatott és nehéz gyerekkora, ifjúsága ellenére tudatosan készült művészi pályájára. Az ötvenes évek elején Budapestre költözött, és jelmeztervezőként az Iparművészeti Főiskolán szerzett diplomát 1955-ben.  Színházi és filmgyári munkája mellett, majd azt követően egész életét grafikai munkának szentelte. Több száz irodalmi és gyermekkönyv, diafilm és más munka fűződik nevéhez. Illusztrációi többek között a Móra Könyvkiadó, a Tankönyvkiadó Vállalat, a Zeneműkiadó és a Diafilmgyártó Vállalat gondozásában jelentek meg. A munkákat sok esetében feleségével, Rogán Miklósné Szabó Ágnessel közösen készítették. A grafika mellett festett és szobrászkodott is, képeit Magyarországon és Kanadában állították ki.
Szabó Ágnessel közös gyermekük, ifjabb Rogán Miklós, 1953-ban született.

## Könyvillusztrációiból
- Vaszilij Andrejevics Zsukovszkij: Mese a szürke farkasról (Ifjúsági Könyvkiadó, 1956)
- Alain René Lesage: A sánta ördög (Új Magyar Könyvkiadó, 1956)
- Oscar Wilde: A cantervillei kísértet (Szépirodalmi Könyvkiadó, 1958)
- Németh Imre: A Bíbor-tenger partján (Móra Ferenc Könyvkiadó, 1959)
- Georges Arnaud: A félelem bére (Kossuth Könyvkiadó, 1960)
- Mihail Alekszandrovics Solohov: A hazáért harcoltak / Emberi sors (Európa Könyvkiadó, 1961)
- Anna Seghers: A bitófán csillog a fény (Kossuth Könyvkiadó, 1962)
- Honoré de Balzac: A Nucingen-ház (Szépirodalmi Könyvkiadó. 1962)
- Maksz Poljanovszkij: A felderítő lány (Kossuth Könyvkiadó, 1962)
- Kántor Zsuzsa: Csalánba nem üt a mennykő (Móra Ferenc Könyvkiadó, 1963)
- Pavel Halov: A 307-es irány (Kossuth Könyvkiadó, 1964)
- Kopré József – Rogán Miklós: Panni és Péter (Minerva)
- Kopré József – Rogán Miklós: Tavaszi örömök  (Minerva)
- De jó játék ez, gyerekek! - játékgyűjtemény 6-14 évesek számára (Tankönyvkiadó Vállalat, 1972)
- abc Olvasókönyv – Az általános iskola első osztálya számára  (Tankönyvkiadó Vállalat, 1972)
- József Andrásné – Szmrecsányi Magda: Zenei előképző – Olvasókönyv (Editio Musica Budapest Zeneműkiadó, 1971)
- Bogdány Ferenc: Képes német nyelvkönyv gyermekeknek 2. (Tankönyvkiadó Vállalat, 1979)
- Dr. Budai László: Kevés szóval angolul (Tankönyvkiadó Vállalat, 1978)
- Kovács Dezsőné: Peti és Panni második osztályba jár (Tankönyvkiadó Vállalat, 1975)
- Orosz nyelvkönyv 5. (Tankönyvkiadó Vállalat, 1975)
- Orosz nyelvkönyv 6. (Tankönyvkiadó Vállalat, 1977)
- Terefere Tercsi – Gyermekdalok Szőnyi Zoltán, Weöres Sándor és Károlyi Amy verseire (Zeneműkiadó Vállalat)

## Diafilmjei
- A megszökött játékok (1962)
- A rendíthetetlen ólomkatona (1963)
- Diótörő (1963)
- Mennyei szánkó (1963)
- A kőleves (1966)
- A hét krajcár (1967)
- A néhai bárány (1967)
- Kuckó király (1967)
- Az igazi barátság (1967)
- Peti és Panni az iskolában (1968)
- Peti és Panni otthon (1968)
- Mesebeli Nyúlországban (1970)
- Vidám húsvét az oviban (1971)
- Cérna Peti (1973)
- Én és a testvérkém (1974)
- A színes ceruza (1975)
- A Hókirálynő (1976)
- Télapó szánkója (1977)
- Tüskevár (1977)
- Téli berek (1979)
- Bicinia Hungarica – Magyar kétszólamú énekek (1982)
- Békakirályfi (1986)
- Karácsonyi versek (1986)

## Díjai, elismerései
Feleségével, Szabó Ágnessel közösen kapott díjai:
- A lipcsei könyvvásárokon többször kapott díjat általuk illusztrált könyv
- Életmű plakett – (A Tankönyvkiadótól a 30 éves együttes munkájuk alkalmával)